# Amata elongata
Amata elongata är en fjärilsart som beskrevs av George Francis Hampson 1900. Amata elongata ingår i släktet Amata och familjen björnspinnare. Inga underarter finns listade i Catalogue of Life.